# Gare de Mikunigaoka (Osaka)
La gare de Mikunigaoka (三国ケ丘駅, Mikunigaoka-eki) est une gare ferroviaire de la ville de Sakai, dans la préfecture d'Osaka au Japon. La gare est gérée par les compagnies Nankai et JR West.

## Situation ferroviaire
La gare de Mikunigaoka est située au point kilométrique (PK) 12,5 de la ligne Nankai Kōya et au PK 10,2 de la ligne Hanwa.

## Histoire
La gare est inaugurée le 15 février 1942.

## Service des voyageurs

### Accès et accueil
La gare dispose d'un bâtiment voyageurs, avec guichet, ouvert tous les jours.

### Desserte

#### Nankai
- Ligne Nankai Kōya :
  - voie 1 : direction Nakamozu (interconnexion avec la ligne Semboku pour Izumi-Chūō), Kawachinagano et Gokurakubashi
  - voie 2 : direction Sakaihigashi et Namba

#### JR West
- Ligne Hanwa :
  - voie 1 : direction Wakayama et Aéroport du Kansai
  - voie 2 : direction Tennoji et Osaka

## Dans les environs
- Kofun Daisenryō